# بارك جي وون
بارك جيه وون ( (الكورية: 박지원) ؛ ولد في 5 يونيو 1942) هو سياسي كوري جنوبي  شغل منصب مدير جهاز المخابرات الوطني . وكان السكرتير الرئاسي الرئيسي للرئيس كيم داي جونج ،  وشغل منصب وزير الثقافة والرياضة والسياحة وصاغ مصطلح " الرياضات الإلكترونية "  خلال فترة إدارته. في 9 أبريل 2008، انتُخب عضوًا في الجمعية الوطنية الثامنة عشرة لكوريا الجنوبية عن موكبو كمستقل. بعد انتخابه، عاد إلى الحزب الديمقراطي . في مايو 2012، أصبح زعيمًا للحزب الديمقراطي المتحد . 
في عام 2018، أعلن أنه سيترك حزب الشعب وانضم إلى حزب الديمقراطية والسلام . 

## الحياة المبكرة والتعليم
التحق بارك جيه-وون بمدرسة مونتاي الثانوية في موكبو وتخرج منها عام 1960. درس إدارة الأعمال في جامعة دانكوك وتخرج منها عام 1969. التحق بشركة لاكي غولدستار (التي تُعرف الآن باسم إل جي) في عام 1970.

## الحياة في الولايات المتحدة
هاجر بارك جيه-وون إلى الولايات المتحدة عام 1972، وأصبح معروفًا بين الجالية الكورية المقيمة هناك. تم انتخابه ليصبح الرئيس السادس عشر لجمعية الكوريين الأمريكيين في منطقة نيويورك الكبرى، ومن ثم أصبح الرئيس الرابع لاتحاد الجمعيات الكورية في الولايات المتحدة.

## الفضيحة
وُجِّهت إلى بارك جيه-وون تهم بإساءة استخدام السلطة وانتهاك قوانين التجارة الخارجية المحلية وشؤون التعاون بين الكوريتين، أثناء تنسيقه لعمليات تحويل أموال سرّية من شركة هيونداي إلى كوريا الشمالية. لعب دورًا محوريًا في ترتيب أول قمة بين قادة كوريا الجنوبية وكوريا الشمالية في حزيران 2000. قامت شركة هيونداي بتحويل 500 مليون دولار إلى كوريا الشمالية قبل أشهر من القمة، مما أثار انتقادات بأن الحكومة الكورية الجنوبية دفعت ثمن القمة. وادعت هيونداي أن الأموال كانت مقابل حقوق حصرية في مشاريع منشآت الطاقة الكهربائية، وخطوط الاتصالات، ومنطقة صناعية، وطرق وسكك حديدية عابرة للحدود في كوريا الشمالية. في أيار 2006، حُكم عليه بالسجن لمدة ثلاث سنوات. أُطلق سراحه في شباط 2007، ثم حصل على عفو في كانون الأول من نفس العام، مما أتاح له الترشح للانتخابات التشريعية في نيسان 2008. هُزِم في انتخابات عام 2020 وفقد مقعده.

## مدير جهاز المخابرات الوطني
في 3 تموز 2020، تم ترشيح بارك لمنصب مدير جهاز الاستخبارات الوطنية. وتم تعيينه رسميًا في المنصب في 28 تموز. في كانون الأول 2020، مرّرت إدارة الرئيس مون مشروع قانون إصلاحي لإزالة صلاحيات جهاز الاستخبارات الوطنية المتعلقة بالاستخبارات والأنشطة الداخلية، ونقل تلك الصلاحيات إلى وكالة الشرطة الوطنية. أعلن بارك، نيابة عن الجهاز، أن الوكالة لن تتدخل في السياسة الداخلية مرة أخرى.